# Верхнешевыревка
Верхнешевы́ревка (укр. Верхньошеви́рівка) — село в Краснодонском районе Луганской области Украины. До 1966 года хутор Верхняя Шевыревка Краснодонского района Луганской области. С 2014 года под контролем самопровозглашённой Луганской Народной Республики. Центр Верхнешевыревского сельского совета.
Расположена в 2 км от районного центра г. Краснодон. Дворов — 687, населения —1,9 тыс. человек. Сельсовету подчинены поселки Орджоникидзе, Совхозный, села Батыр, Верхнедеревечка, Нижнедеревечка.

## География
Село расположено на реке под названием Большая Каменка, в которую в черте села впадает река Таловая. Соседние населённые пункты: город Краснодон (примыкает) на севере, посёлки Мирное, Таловое на северо-востоке, Орджоникидзе, Новоалександровка (выше по течению Большой Каменки) на западе, посёлок Радгоспный, сёла Дубовка на юго-западе, Батыр, Верхнедеревечка на юге, Нижнедеревечка на юго-востоке, Поречье и Власовка (ниже по течению Большой Каменки) на востоке.

## Население
Население по переписи 2001 года составляло 1716 человек.

## История
Хутор Верхняя Шевыревка основан в 1795 году. Советская власть установлена в январе 1918 года. 29 апреля 1920 года на хуторе проведен субботник, во время которого крестьяне сообща обрабатывали землю, выделенную семьям красноармейцев. На фронтах Великой Отечественной войны сражались с врагом 79 жителей села, из них погибли 20, орденами и медалями награждены 79 человек. В сентябре 1942 года гитлеровцы живым закопали в землю первого председателя колхоза И. Е. Шевырева.

## Общие сведения
Почтовый индекс — 94483. Телефонный код — 6435. Занимает площадь 5,133 км². Код КОАТУУ — 4421482201.
В селе есть общеобразовательная школа, клуб, библиотека с книжным фондом 18,6 тыс. экземпляров, медпункт, 5 магазинов, отделение связи, сберегательная касса, архив, отделение почты.
94483, Луганская обл., Краснодонский р-н, с. Верхнешевыревка, ул. Ленина, 5.